# VAUNET – Verband Privater Medien
Der VAUNET – Verband Privater Medien e. V. (bis 20. Mai 2018: Verband Privater Rundfunk und Telemedien e. V. (VPRT), zuvor bis 16. Oktober 2006: Verband Privater Rundfunk und Telekommunikation e. V.) ist ein Wirtschaftsverband und die Interessenvertretung der privaten Anbieter von Hörfunk, Fernsehen, Mediendiensten bzw. vergleichbaren Tele- und Onlinemedien. Die Angebote richten sich an die Allgemeinheit, spezielle Zielgruppen sowie angeschlossene Nutzergruppen. Dazu zählen nicht nur Fernsehen und Radio im klassischen Sinne, sondern auch Video-on-Demand-Angebote sowie das Betreiben von User-Generated-Content- und Social-Media-Plattformen. Der VAUNET hat die Fachbereiche Radio und Audiodienste sowie Fernsehen und Multimedia sowie ein fachbereichsübergreifend angelegtes Technik- und Innovationsforum (TIF).

## Sitz
Der Hauptsitz des VAUNET ist Berlin; der Verband betreibt außerdem ein Büro in Brüssel.

## Aufgaben
Der VAUNET hat sich die Aufgabe gesetzt, die audiovisuelle Industrie im Ganzen als einen der größten Wirtschaftssektoren in Deutschland und Motor der Kreativwirtschaft zu positionieren. Dazu will er sich zukünftig noch stärker auf die konvergente Entwicklung der Märkte für audiovisuelle Medien ausrichten, um hier auf nationaler wie europäischer Ebene die Rahmenbedingungen aktiv mitzugestalten. Hierzu zählen insbesondere folgende Aufgaben und Ziele:
- Verhandlungen mit Organen der Legislative und Exekutive in Bund und Ländern, den Medienanstalten sowie den zuständigen Institutionen auf europäischer Ebene mit dem Ziel der Optimierung der wirtschaftlichen und rechtlichen Rahmenbedingungen im Interesse der Inhalteanbieter.
- Verhandlungen mit den Inhabern von Rechten, die durch private Rundfunkangebote und elektronische Medien berührt und genutzt werden, vor allem mit den Verwertungsgesellschaften im Hinblick auf den Abschluss von Gesamtverträgen für die Verbandsmitglieder.
- Positionsbestimmung und ggf. Verhandlung im Interesse der Inhalteanbieter mit Unternehmen aus dem Bereich der Infrastruktur (Netze/Plattformen/Endgeräte) sowie Access- und Serviceanbietern mit dem Ziel des fairen und diskriminierungsfreien Zugangs und Wettbewerbs.
- Vertretung der Mitgliederinteressen in nationalen und internationalen Gremien, die sich mit den rechtlichen, wirtschaftlichen und technologischen Rahmenbedingungen der privaten elektronischen Medienangebote befassen.
- Allgemeine Beratung und Unterstützung der Mitgliedsunternehmen in medienrechtlichen, technischen, wirtschaftlichen und medienpolitischen Fragen.
- Organisation des Informationsaustausches zwischen den Mitgliedern.

## Mitglieder
Rund 160 Unternehmen aus den Bereichen Hörfunk, Fernsehen und elektronische Medienwirtschaft. Innerhalb des Verbandes sind die Mitglieder in drei Fachbereichen organisiert: Fachbereiche Radio und Audiodienste, Fachbereich Fernsehen und Multimedia sowie die Technik- und Innovationsplattform. Zum Fachbereich Radio zählen rund 55  landesweite und regionale private Radioveranstalter wie z. B. Metropol FM und FluxFM. Zum Fachbereich Fernsehen zählen rund 80 bundes-, landesweite und regionale TV-Veranstalter wie z. B. die Sender der RTL-Mediengruppe, der ProSiebenSat.1-Gruppe, aber auch amazon Media und Sony Pictures. DemTechnik- und Innovationsforum gehören Unternehmen aus dem Infrastrukturbereich, wie Satellitenbetreiber, Antennenbauer, private Kabelanlagenbetreiber und technische Dienstleister an, z. B. die Deutsche Telekom, Astra Deutschland und Media Broadcast.

## Geschichte
Der VAUNET wurde am 1. Oktober 1990 als VPRT gegründet. Damals schlossen sich die beiden Vorläuferverbände „Bundesverband Privater Rundfunk und Telekommunikation“ (BPRT) und „Bundesverband Kabel und Satellit“ (BKS) zusammen. Zum ersten Präsidenten wurde in der Gründungsversammlung der Fernsehjournalist Peter Scholl-Latour gewählt, zuvor Präsident des BPRT. Geschäftsführender Vizepräsident wurde Jürgen Doetz vom BKS. Zum 21. Mai 2018 benannte sich der Verband in VAUNET um.

## Aktivitäten
- Mitbegründer der Freiwilligen Selbstkontrolle Fernsehen (FSF)
- Gründungsmitglied der Freiwilligen Selbstkontrolle Multimedia (FSM)
- Gründungsmitglied der Association of European Radios (AER)
- Mitglied im Netzwerk Europäische Bewegung Deutschland[6]

## Mitgliedschaften
- Association Européenne des Radios (AER), Gründungsmitglied
- Deutsche Content Allianz, Gründungsmitglied
- Deutsche TV-Plattform, assoziiertes Mitglied
- Deutscher Werberat, Mitglied über den Zentralverband der Deutschen Werbewirtschaft (ZAW)
- Deutscher Datenschutzrat Online-Werbung  (DDOW)
- Digital Radio Mondiale (DRM), assoziiertes Mitglied
- Ein Netz für Kinder
- fragFINN
- Freiwillige Selbstkontrolle Fernsehen (FSF)
- Freiwillige Selbstkontrolle Multimedia-Diensteanbieter (FSM)
- INFOnline (IO), Gründungsgesellschafter
- Informationsgemeinschaft zur Feststellung der Verbreitung von Werbeträgern (IVW)
- Media Smart, förderndes Mitglied
- sicher online gehen, Gründungsmitglied

## Kritik
Zwar ist der VAUNET gleichermaßen für TV- wie Radio-Sender zuständig, doch hatte dem Verein in der Vergangenheit ein Teil seiner Radio-Mitglieder bisweilen vorgeworfen, ihre Interessen gegenüber dem Fernsehen zu vernachlässigen. Dies führte 2010 zu dem Austritt eines großen Radio-Senderverbundes aus dem Verband.